# Лакайль, Никола Луи де
Никола́ Луи́ де Лака́йль (фр. Nicolas-Louis De la Caille; 15 марта 1713 — 21 марта 1762) — аббат, французский астроном.
Член Парижской академии наук (1741), иностранный почётный член Петербургской академии наук (1755), член Лондонского королевского общества (1760).

## Биография
Родился 15 марта 1713 года в Рюминьи (Франция). Изучал риторику и философию в Коллеж-де-Лизье в Париже, затем теологию в Наваррском коллеже. Получил сан аббата. Астрономию изучил самостоятельно. Любовь к точным наукам помогла принять ему решение о переезде в Париж, где знакомство с Кассини и Фуши помогло ему в 1736 году получить место при Парижской обсерватории. 
В 1739 году Лакайль занимался поверкой большого французского градусного измерения от Парижа до Перпиньяна и был назначен профессором математики в коллеже Мазарини. Здесь, для своих слушателей, он подготовил превосходные учебники по математике, механике и астрономии, выдержавшие много изданий.
В 1741 году Лакайль был избран членом Французской Академии наук. 1750—1754 годах Лакайль провёл в южном полушарии, на мысе Доброй Надежды и на островах Иль-де-Бурбон (Реюньон) и Иль-де-Франс (Маврикий), определил параллакс Луны (по соответствующим наблюдениям в Берлине), измерил дугу меридиана в южной Африке. 

### Астрономические каталоги и созвездия
Определил положение примерно 9800 звёзд южного полушария, обработал наблюдения и вычислил положения 1942 звезд, которые включил в предварительный каталог. Полный вариант каталога Coelum Australe Stelliferum был опубликован посмертно в 1763 году.
Помимо звёзд, Лакайль наблюдал также туманности. Он описал 42 таких объекта, включив их в каталог, опубликованный Французской академией наук в 1755 году. Каталог включал три типа объектов: туманности без звёзд, скопления звезд с туманностями и звёзды, сопровождающиеся туманностью. К объектам первого класса Лакайль отнёс в том числе несколько шаровых скоплений, открытых скоплений и одну галактику. К числу объектов третьего класса были отнесены звезда Эта Киля и Туманность Лагуна.
Лакайль завершил деление южного неба на созвездия, начатое голландскими мореплавателями около 1600; выделил 14 новых созвездий и дал им имена. Лакайль отличался бескорыстием и беспристрастием: группируя новые южные созвездия, он мог бы увековечить имена сильных мира, но вместо того он использовал для новых созвездий названия астрономических и других научных приборов. Был инициатором разделения созвездия Корабль Арго на три отдельных созвездия.

### Параллакс Луны и Солнца
В течение 1751—1752 годов выполнил в обсерватории на мысе Доброй Надежды многочисленные наблюдения Луны, Марса, Венеры для определения лунного и солнечного параллаксов путём сопоставления с аналогичными наблюдениями в Северном полушарии, которые в это время выполнял Лаланд в Берлинской обсерватории. Получил значение солнечного параллакса (9.5"), близкое к современному. 

### Геодезические наблюдения
Участвовал во многих геодезических работах, выполнявшихся Парижской обсерваторией. В 1738 году вместе с Дж. Д. Маральди провел картографирование береговой линии Франции между Нантом и Байонной. В 1739—1741 годах осуществил работы по измерению большой дуги меридиана на территории Франции и показал, что экваториальный радиус Земли больше полярного (то есть что Земля сплюснута вдоль оси вращения). 

### Иные достижения
Составил карты и определил точное географическое положение островов Маврикий, Реюньон и Вознесения. Составил подробные таблицы атмосферной рефракции, учитывающие влияние температуры и атмосферного давления. Составил таблицы затмений с начала нашей эры до 1800 года. Написал пользовавшиеся широкой известностью учебники по математике (1741), механике (1743), астрономии (1746) и оптике (1756).
После возвращения в Париж Лакайль продолжил свои работы на обсерватории коллежа Мазарини, не щадя своего здоровья. Умер Лакайль в Париже 21 марта 1762 года.

## Наследие и ученики
Из учеников Лакайля особенно прославились Байи и Лаланд. Помимо упомянутых учебников и множества мемуаров в изданиях Парижской академии наук, Лакайль напечатал: «Astronomiae Fundamentas» (Пар., 1757) и «Coellum australe stelliferum; seu Observationes ad construendum stellarum australium catalogum institutae, in Africa ad Caput Bonae-Spei» (1763).
Почти сто лет спустя англичане вычислили и издали список звёзд Лакайля под заглавием: «A Catalogue of 9766 stars in the southern hemisphere» (Лондон, 1847). Биографии Лакайля были написаны Фуши, Лаландом и Араго.

## Память
В 1935 году Международный астрономический союз присвоил имя Лакайля кратеру на видимой стороне Луны.